# Санда, Доминик
Домини́к Санда́ (фр. Dominique Sanda; род. 11 марта 1951) — французская актриса и бывшая фотомодель, сыгравшая во многих культовых фильмах 1970-х годов.

## Биография
Дебютировала в кино главной ролью в «Кроткой» Робера Брессона (1969, по повести Ф. М. Достоевского).
В 1970 году сыграла Зинаиду в экранизации Максимилиана Шелла повести И. С. Тургенева «Первая любовь» (с Джоном Молдером-Брауном).
В 1977 году Лилиана Кавани сделала её Лу Саломе в своём фильме о Ницше «По ту сторону добра и зла» (c Эрландом Юзефсоном).
В 1988 году воплотила Инессу Арманд в телефильме Дамиано Дамиани «Ленин. Поезд» (с Беном Кингсли и Лесли Карон).
Красота, «наполненность» и актёрское мастерство Санда привлекали Бернардо Бертолуччи (фильм «Конформист», 1970, и киноэпос «Двадцатый век», 1976), Лукино Висконти («Семейный портрет в интерьере», 1976), Витторио де Сика («Сад Финци Контини», 1970), Жака Деми («Рождение дня», 1979; «Комната в городе», 1982), Маргерит Дюрас («Корабль-ночь», 1979), Бенуа Жако («Крылья голубки», 1981; «Душой и телом», 1986; «Нищие», 1986), Мишеля Девиля («Путешествие вдвоём», 1980), Лину Вертмюллер («Подпольная десятка», 1988; «В лунную ночь», 1989) и других выдающихся режиссёров.
Вместе с Полом Ньюманом снималась в триллере Джона Хьюстона «Человек-макинтош» (1973, США).
Исполнила роль Гермины в экранизации романа Германа Гессе «Степной волк» (1974, с Пьером Клеманти и Максом фон Сюдовым).
В 1976 году получила награду «Лучшая актриса» на Каннском кинофестивале за роль в фильме Мауро Болоньини «Наследство Феррамонти».
В 1977 году Луи Маль снял для телевидения фильм-портрет актрисы — «Доминик Санда, или Направленная фантазия».
В 1993 году попробовала себя в качестве театральной актрисы и с тех пор активно и успешно выступает на драматической сцене.
В 1970-х годах состояла в браке с известным актёром и режиссёром, автором знаменитой «Кэнди-Сладкоежки» (1968) Кристианом Марканом. Сын — Ян Маркан (фр. Yann Marquand, р. 1972).
В 1980-е годы была подругой бывшего кино-ассистента Маргерит Дюрас, режиссёра Бенуа Жако.
В настоящее время проживает в Буэнос-Айресе.
Супруг — философ Николае Кутзарида (рум. Nicolae Cutzarida).
Рост — 1,73 м.

## Фильмография
- 1969: Кроткая / Une femme douce (реж. Робер Брессон) — Женщина
- 1970: Первая любовь / Erste Liebe (реж. Максимилиан Шелл) — Зинаида
- 1970: Конформист / Il Conformista (реж. Бернардо Бертолуччи) — Анна Квадри
- 1970: Сад Финци Контини / Il giardino dei Finzi-Contini (реж. Витторио де Сика) — Миколь Финци-Контини
- 1971: Без видимых причин / Sans mobile apparent (Филипп Лабро) — Сандра Форест
- 1973: О любовной истории[норв.] / Story of a Love Story (Impossible Object) (реж. Джон Франкенхаймер) — Натали
- 1973: Человек-макинтош / The MacKintosh Man (реж. Джон Хьюстон) — Миссис Смит
- 1974: Степной волк / Steppenwolf (Il lupo della steppa) (реж. Фред Хайнс[нем.]) — Гермина
- 1976: Семейный портрет в интерьере / Gruppo di famiglia in un interno (реж. Лукино Висконти) — Мать Профессора
- 1976: Наследство Феррамонти[фр.] / L’eredità Ferramonti (реж. Мауро Болоньини) — Ирен Карелли Феррамонти
- 1976: Двадцатый век / Novecento (1900) (реж. Бернардо Бертолуччи) — Ада Фиастри
- 1976: Хрустальная колыбель / Le Berceau de cristal (реж. Филипп Гаррель)
- 1977: Крупный план: Доминик Санда, или Направленная фантазия / Close up: Dominique Sanda ou le rêve éveillé (фильм-портрет Луи Маля)
- 1977: По ту сторону добра и зла[англ.] / Al di là del bene e del male (реж. Лилиана Кавани) — Лу Саломе
- 1977: Проклятая долина (Дорога проклятых) / Damnation Alley (реж. Джек Смайт) — Дженис
- 1978: Утопия[фр.] / Utopia (реж. Ирадж Азими[фр.]) — Сильвия
- 1978: Песнь о Роланде / La Chanson de Roland (реж. Франк Кассанти) — Анна
- 1979: Рождение дня[фр.] / La naissance du jour (реж. Жак Деми) — Элен Клеман
- 1979: Корабль-ночь / Le Navire Night (реж. Маргерит Дюрас)
- 1980: Путешествие вдвоём / Le Voyage en douce (реж. Мишель Девиль — Элен
- 1980: Кабобланко / Caboblanco… Where Legends Are Born (реж. Джей Ли Томпсон) — Мари Клер Аллесандри
- 1981: Крылья голубки[фр.] / Les Ailes de la colombe (реж. Бенуа Жако) — Кейт Крой
- 1982: Болтливость[фр.] / L’Indiscrétion (реж. Пьер Лари[фр.]) — Беатрис
- 1982: Комната в городе[фр.] / Une chambre en ville (реж. Жак Деми) — Эдит Леруайе
- 1982: Пыль империи / Poussière d’empire (Hon Vong Phu) (реж. Лам Ле (вьет. Lâm Lê)) — Французская монахиня-миссионерка
- 1984: Путь к Брессону[англ.] / De Weg naar Bresson (реж. Юрьен Роод и Лео де Боэр (нидерл. Jurriën Rood & Leo De Boer)) — документальный
- 1984: Матрос 512[фр.] / Le Matelot 512 (реж. Рене Альо) — Командирша
- 1986: Душой и телом (Тела и собственность)[фр.] / Corps et biens (реж. Бенуа Жако) — Элен
- 1988: Нищие / Les Mendiants (реж. Бенуа Жако) — Элен
- 1988: Подпольная десятка (Десятый «подпольный»)[нем.] / Il Decimo clandestino (реж. Лина Вертмюллер) — Хозяйка
- 1988: Ленин. Поезд / Il treno di Lenin (реж. Дамиано Дамиани) — Инесса Арманд
- 1989: В лунную ночь / In una notte di chiaro di luna (реж. Лина Вертмюллер) — Карола
- 1990: Воин и пленный / Guerreros y cautivas (реж. Эдгардо Козаринский)
- 1990: Прошу не беспокоиться (Вальс любви)[итал.] / Tolgo il disturbo (Valse d’amour) (реж. Дино Ризи) — Карла
- 1990: Жить будет[итал.] / Voglia di vivere (реж. Лодовико Гаспарини[итал.]) — Линда
- 1990: Я — худшее из всего созданного[исп.] / Yo, la peor de todas (реж. Мария Луиза Бемберг) — Вице-королева
- 1990: Круиз страха (Террор на борту) / Voyage of Terror: The Achille Lauro Affair (реж. Альберто Негрин[итал.]) — Марго
- 1992: Путешествие[нем.] / El viaje (реж. Фернандо «Пино» Соланас) — Елена
- 1992: Варбург: Человек влияния (мини-сериал) / Warburg: A Man of Influence (реж. Моше Мизрахи) — Ева Варбург[англ.]
- 1993: Гибель «Луконы» / Der Fall Lucona (реж. Джек Голд[нем.]) — Лили Вольф
- 1993: / Rosenemil (реж. Раду Габря[рум.]) — Берта
- 1993: Ничьи дети / Nobody’s Children (реж. Дэвид Уитли[англ.]) — Стефани Вожье
- 1993: Альбер Саварюс[фр.] / Albert Savarus (реж. Александр Астрюк) — Герцогиня Франческа д’Аргайоло
- 1995: Иосиф / Joseph (реж. Роджер Янг) — Лия
- 1995: Вселенная Жака Деми[фр.] / L’univers de Jacques Demy (реж. Аньес Варда) — документальный
- 1999: Гараж «Олимпо» / Garage Olimpo (реж. Марко Бечис) — Диана
- 2000: Багровые реки / Les rivières pourpres — Сестра Андре
- 2001: Остров жены картографа[англ.] / The Island of the Mapmaker’s Wife (реж. Мичи Глисон[англ.]) — не шёл в прокате